# Три дуби (гідрологічна пам'ятка природи)
Три дуби́ — гідрологічна пам'ятка природи місцевого значення в Україні. Об'єкт природно-заповідного фонду Хмельницької області. 
Розташована в межах Шепетівського району Хмельницької області, на північ від села Климентовичі. 
Площа 1,2 га. Статус присвоєно згідно з рішенням сесії обласної ради від 16.12.1998 року № 13. Перебуває у віданні ДП «Славутський лісгосп» (лісництво Кряжова Буда, кв. 20, вид. 14).